# 马远
马远（1160年—1225年），字遥父，号钦山，道号张方道人。原籍河中（今山西永济附近），侨寓钱塘（今浙江杭州），南宋画家。曽祖父馬賁、祖父马与祖、伯父马公显、父马世荣、兄马逵、子马麟都是画院待诏。
马远擅长山水画，继承和发展了北派山水的画风，能自出新意，下笔遒劲严整，设色清润；用大斧劈皴描画方硬奇峭的山石；树木用笔简要多姿，树叶有夹笔，树干用焦墨，多横斜曲折之态；楼阁大都运用界尺，而加衬染；点景人物自然生动，用不同的线描表现不同条件下的各种水势，对自然观察详细，写实能力高超。
他的画被当时评价为：“边角之景”，“峭峰直上而不见其顶，或绝壁直下而不见其脚，或近山参天而远山则低，或孤舟泛月而一人独坐”；人称“马一角”，后人也有认为这是南宋偏安的写照。他是南宋时期最重要的画家之一；他的画受到当时皇室的青睐，多有当时宋宁宗杨皇后的题字；他和夏圭在宋画院中也吸取了南宗的创作风格，拿水墨苍劲的格调取代了青绿工整，趋向南宗色彩极重。马远与夏圭并称“马夏”，他们在画的布局方面别出心裁，常常只画一角图画，于之前的宏大的山水画外另开生面，故谓「马一角、夏半边」。马远与李唐、刘松年、夏圭合称为“南宋四家”。
他的绘画风格在后来明代的画院中为戴进、倪端等继承。

## 作品
在马远传世的作品中，较为著名的有：
- 〈山徑春行圖〉

絹本設色，縱27.4cm，橫43.1cm，約成於1102－1224年間，現藏台北國立故宮博物院。
- 〈雪灘雙鷺圖〉

絹本設色，現藏台北國立故宮博物院。
- 〈華燈侍宴圖〉

絹本設色，縱125.6cm，橫46.7cm，約成於1198－1201年間，現藏台北國立故宮博物院。
- 〈水图〉

全图分为十二个部分，每部纵26.8cm，橫41.6cm。分别命名为波蹙金风、洞庭风细、层波叠浪、寒塘清浅、长江万顷、黄河逆流、秋水回波、云生沧海、湖光潋滟、云舒浪卷、晓日烘山、细浪漂漂，生动而精彩地表现了不同类型的水。现藏于北京故宫博物院。
- 〈梅石溪凫图〉

绢本设色，纵26.7cm，橫28.6cm，现藏于北京故宫博物院。
- 〈西园雅集图〉

藏于美国纳尔逊艺术博物馆

## 延伸閱讀
- 板倉聖哲：〈南宋宮廷畫家的歷史認識―以馬遠為中心 （页面存档备份，存于）〉。

|                                | 南宋四家 南宋画院画家 |
| 李唐 \| 劉松年 \| 马远 \| 夏圭 |                       |

1. ↑  傅, 抱石. . 上海: 上海古籍. 1998: 66–68. ISBN 7-5325-2492-2.